# Rally de Asturias de 1975
El Rally de Asturias de 1975, oficialmente 12.º Rallye de Asturias - Ilmo. Ayuntamiento de Gijón, fue la duodécima edición y la novena cita de la temporada 1975 del Campeonato de España de Rally. Se celebró del 6 al 8 de septiembre y contó con un itinerario de once tramos que sumaban un total de 170 km cronometrados.

## Clasificación final
| Pos. | Piloto                 | Copiloto               | Automóvil      | Puntos |
| ---- | ---------------------- | ---------------------- | -------------- | ------ |
| 1.   | Antonio Zanini         | Eduardo Martínez Adam  | SEAT 1430-1800 | 16503  |
| 2.   | Salvador Cañellas      | Daniel Ferrater        | SEAT 1430-1800 | 16558  |
| 3.   | José Luis Echave       | Luis M.ª Uriarte       | SEAT 1430-1800 | 17445  |
| 4.   | José María González    | Concepción Barón López | SEAT 1430-1800 | 18067  |
| 5.   | Julio Botas            | Alberto Rodríguez      | SEAT 1430-1800 | 18246  |
| 6.   | Alfredo Amieva         | Castañedo              | SEAT 1430-1800 | 18435  |
| 7.   | Ignacio Uriarte        | Landáburu              | Simca 1200 S   | 18872  |
| 8.   | José Cortado           | Montero                | Simca 1200 S   | 19336  |
| 9.   | Miguel González Zamora | Hevia                  | Citroën GS     | 19443  |
| 10.  | María Jesús Acha       | Paloma Miranda         | SEAT 1430-1800 | 20843  |